# Choreia
A choreia ou coreia é um distúrbio anormal de movimento involuntário, fazendo parte do grupo de desordens neurológicas Discinesia. O termo coreia deriva da palavra grega χορεία (dança). A choreia é caracterizada por movimentos involuntários e rápidos que se assemelham à uma dança. A hemicoreia é o movimento em uma parte especifica do corpo, como por exemplo um movimento aleatória apenas no braço direito.

## Sinais e sintomas
Coreia é caracterizada por movimentos semi-voluntários breves e irregulares que não são repetitivos ou rítmicos.
Os movimentos de coreia ocorrem frequentemente com atetose , que adiciona torcendo e retorcendo movimentos. Caminhar pode tornar-se difícil, e incluem posturas estranhas e os movimentos das pernas.
Ao contrário de Ataxia , o que afeta a qualidade dos movimentos voluntários, ou Parkinsonismo , que é um obstáculo de movimentos voluntários, os movimentos da coreia e balismo que ocorrem por conta própria, sem esforço consciente. Assim, a coreia é dito ser um hipercinesia de movimentos desordenados.
Quando a coreia é grave, os movimentos ocorreram de forma que a pessoa parece estar se debatendo, esta forma de coreia grave é referido como balismo ou ballismus.

## Causas
Coreia pode ocorrer numa variedade de condições e distúrbios.
- Coreia é a característica principal da Doença de Huntington(um distúrbio neurológico).
- Vinte por cento (20%) das crianças e adolescentes com febre reumática desenvolver coreia de Sydenham como uma complicação
- coreia gravídica é tipo raro de coreia que é uma complicação da gravidez.
- Coreia também pode ser causado por drogas ( levodopa , anti-convulsivos , anti-psicóticos ), distúrbios metabólicos, doenças endócrinas, e acidente vascular cerebral.
- A Doença de Wilson , uma doença genética que leva a níveis tóxicos de cobre no corpo.
- Neuroacantocitose, uma doença genética que pode afetar o sangue, cérebro, nervos periféricos, músculos e coração. Características comuns incluem a neuropatia periférica, cardiomiopatia e anemia hemolítica. Outras características incluem a coreia do membro, tiques faciais, outros movimentos orais (lábios e língua, morder), convulsões, demência de início tardio e alterações comportamentais.
- Pode estar ligada a hipotonia, que tem como característica a redução da força muscular.

## Tratamento
Não há um curso padrão de tratamento para a coreia. O tratamento depende do tipo de coreia e a doença associada. Embora existam muitas drogas que podem controlar isto, a cura ainda não foi identificada.